# Instytut Nielsa Bohra
Instytut Nielsa Bohra (duń. Niels Bohr Institutet for Astronomi, Fysik og Geofysik) – duński instytut badawczy. Zajmuje się badaniami naukowymi w dziedzinie astronomii, geofizyki, nanotechnologii, fizyki cząstek elementarnych, mechaniki kwantowej i biofizyki.

## Historia

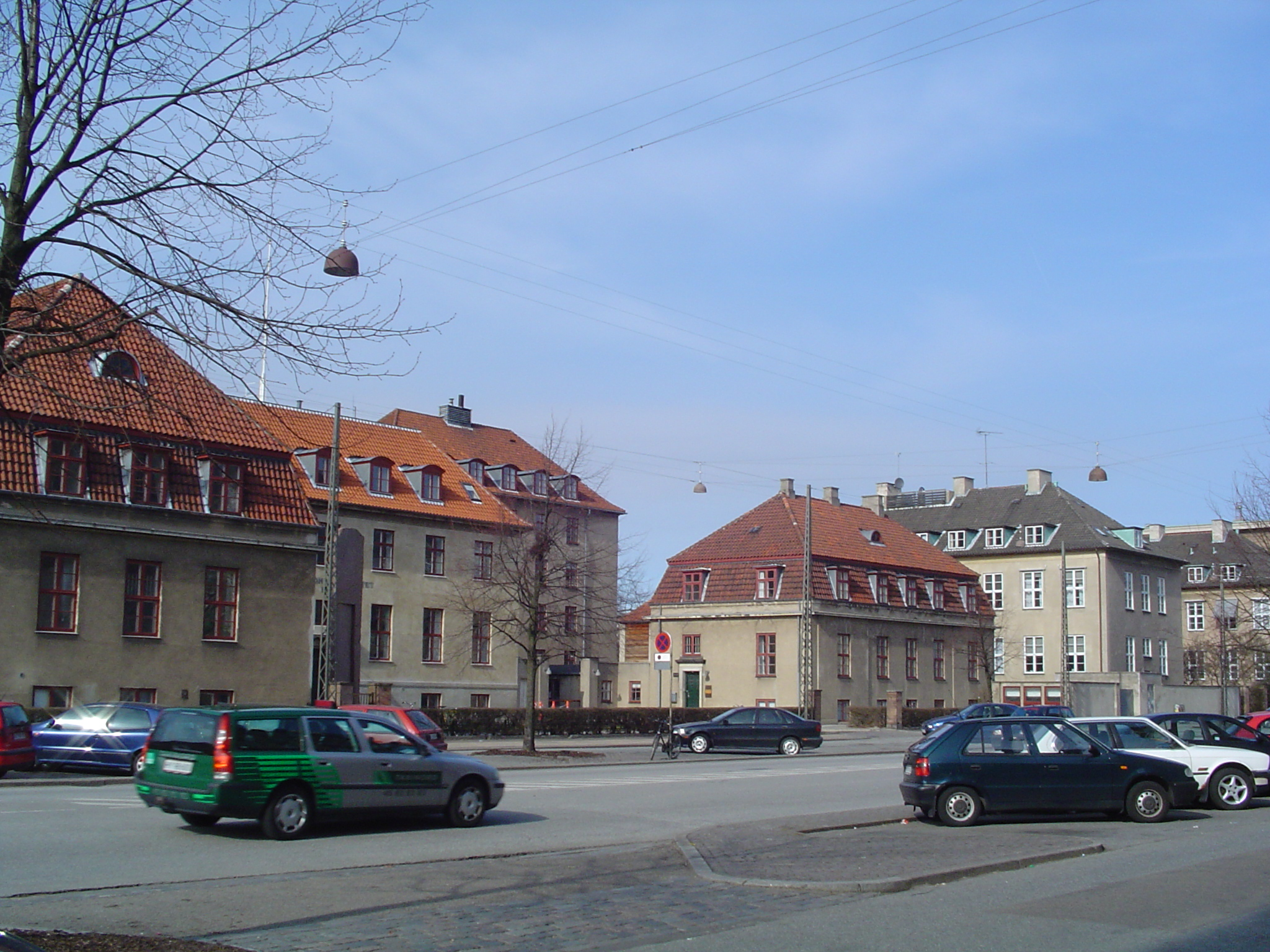
Instytut Nielsa Bohra

Instytut został założony 3 marca 1921 w Kopenhadze przy Blegdamsvej 17. Od 7 października 1965 (dnia jego 80. urodzin) oficjalnie nosi imię laureata Nagrody Nobla, Nielsa Bohra. Od początku roku 1993 został połączony z obserwatorium astronomicznym, instytutem geofizyki i laboratorium Ørsteda jako wydział Uniwersytetu Kopenhaskiego. 

## Działalność
Instytut obejmuje 11 grup badawczych oraz 12 ośrodków naukowych. Zatrudnia 145 pracowników naukowych oraz 95 osób personelu technicznego. Kształci ponad 700 studentów fizyki oraz 85 doktorantów. 
Wśród współpracowników Instytutu byli również polscy fizycy, np. Wojciech Rubinowicz.